# Рух американських індіанців

Рух американських індіанців (РАІ, англ. American Indian Movement, AIM) — воєнізована індіанська правозахисна організація в Північній Америці, заснована в липні 1968 року в місті Міннеаполіс, штат Міннесота. Цілями руху були заявлені захист прав корінного населення Америки, досягнення індіанцями, які проживають у містах, економічної незалежності, збереження та захист їхньої традиційної матеріальної і духовної культури, а також боротьба з расизмом і свавіллям поліції та влади стосовно них і боротьба за повернення племінних земель, які, як вважали лідери руху, незаконно зайняли білі. Вже через кілька років після утворення, відділення руху виникли у багатьох штатах США і в Канаді.
Практично від самого заснування руху активісти РАІ брали участь у різних протестних акціях, зокрема в захопленні острова Алькатрас від листопада 1969 до червня 1971 року і так званому марші на Вашингтон у жовтні 1972 року. Найвідомішою акцією руху стало захоплення 1973 року селища Вундед-Ні, яким активісти висловлювали протест щодо політики уряду США стосовно індіанців. У своїй протестній діяльності РАІ іноді виступав у союзі з афроамериканським Рухом Чорних пантер. До середини 1970-х років масштаби діяльності організації зросли, її члени активно вимагали припинення господарського використання закріплених за індіанцями земель федеральним урядом, однак до 1978 році центральне керівництво руху фактично припинило своє існування — як через внутрішні розбіжності, так і через арешт багатьох видатних його діячів. Проте групи в окремих штатах діють і донині. Однією з найвідоміших акцій руху після 1978 року було зайняття 1981 року частини Чорних пагорбів у штаті Південна Дакота з вимогою до уряду повернути ці землі індіанцям. До 1993 року на території США залишалося два відділення руху, в Міннеаполісі і Денвері, між якими існують значні ідеологічні розбіжності.
Організацію неодноразово класифікували як екстремістську, зокрема ФБР віднесло справи, пов'язані з РАІ, до extremist matter. До числа екстремістських організацій віднесла РАІ міжвідомча робоча «група з вивчення», доповідь якої передав у Комітет по боротьбі з тероризмом держсекретар Кіссинджер. У радянських джерелах діяльність групи оцінювалася по-різному, від «радикальної», «ліворадикальної» і «бойової» до «провідної організації лівого спрямування» і «сили, яка виступає проти політики дискримінації». Якщо в радянських джерелах часто згадувалася лівизна руху, то в пострадянській російськомовній літературі організацію називали «радикально-демократичною»: багато лівих прихильників відвернулися від РАІ після того, як кілька його лідерів (Ворд Черчілль, Рассел Мінс) співпрацювали з нікарагуанськими контрас у війні проти сандиністського уряду.